# De Kinder-Courant
De Kinder-courant was een Nederlands weekblad voor kinderen dat verscheen tussen 1852 en 1905. Als ondertitels werden toevoegingen gebruikt als Lectuur voor de Nederlandsche jeugd, Geïllustreerd Weekblad en Weekblad voor onze jongens en meisjes. Uitgever K. Fuhri uit Den Haag nam het initiatief voor het blad.
Tot de redacteuren behoorden J. van Weerden (1852-1867), Gerard Keller (1852-1867) Johan Gram (juli 1867-1905), D.A. Keuskamp (juli 1867-1879) en Antonie S. Reule Nzn (1883-1903). Schrijvers die bijdroegen waren onder meer Pieter Louwerse en Petronella Lenting.

## Inhoud
Naast herinneringen aan de vaderlandse geschiedenis in de vorm van proza en poëzie bestond de inhoud uit ‘vermakelijkheden’. Zo waren er legkaarten om uit te snijden, schaduwbeelden om te knippen, kunststukjes, charaden, logogryphen en 'voorstellen ter oplossing'. Ook werd aandacht geschonken aan de planten- en dierenwereld. Als het actueel was werd aandacht gegeven aan de sterrenhemel. Na vier informatieve bladzijden in folioformaat volgde een leerzaam einde in de vorm van een kleurplaat of bijvoorbeeld iets om na te tekenen.
Ook verscheen soms een bijlage. Zo bevatte de jaargang 1852/53 delen met herfst-, zomer- en winterlectuur, aangevuld met kleurplaten, puzzels en uitknipplaatjes. 

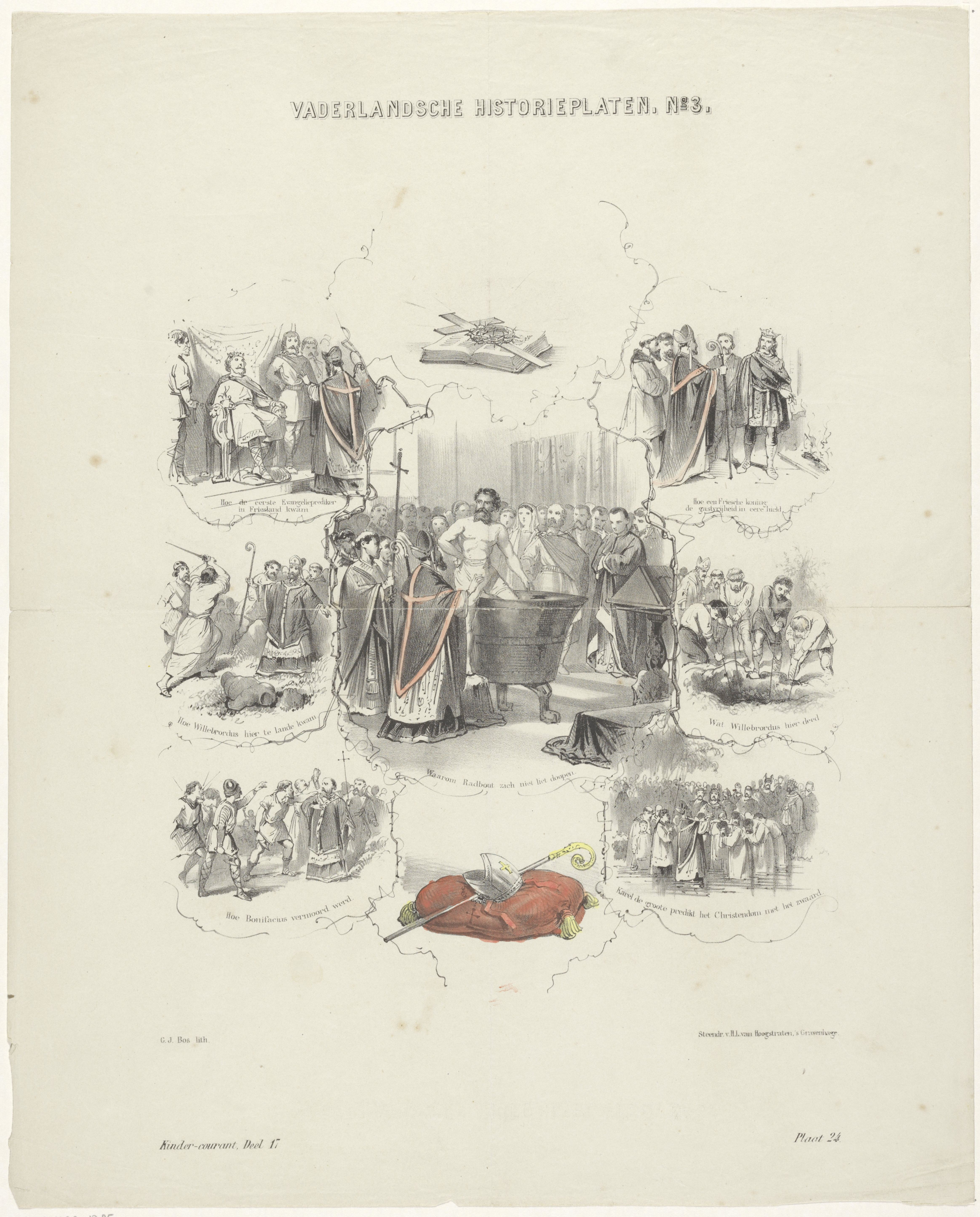
Heiligen in Friesland
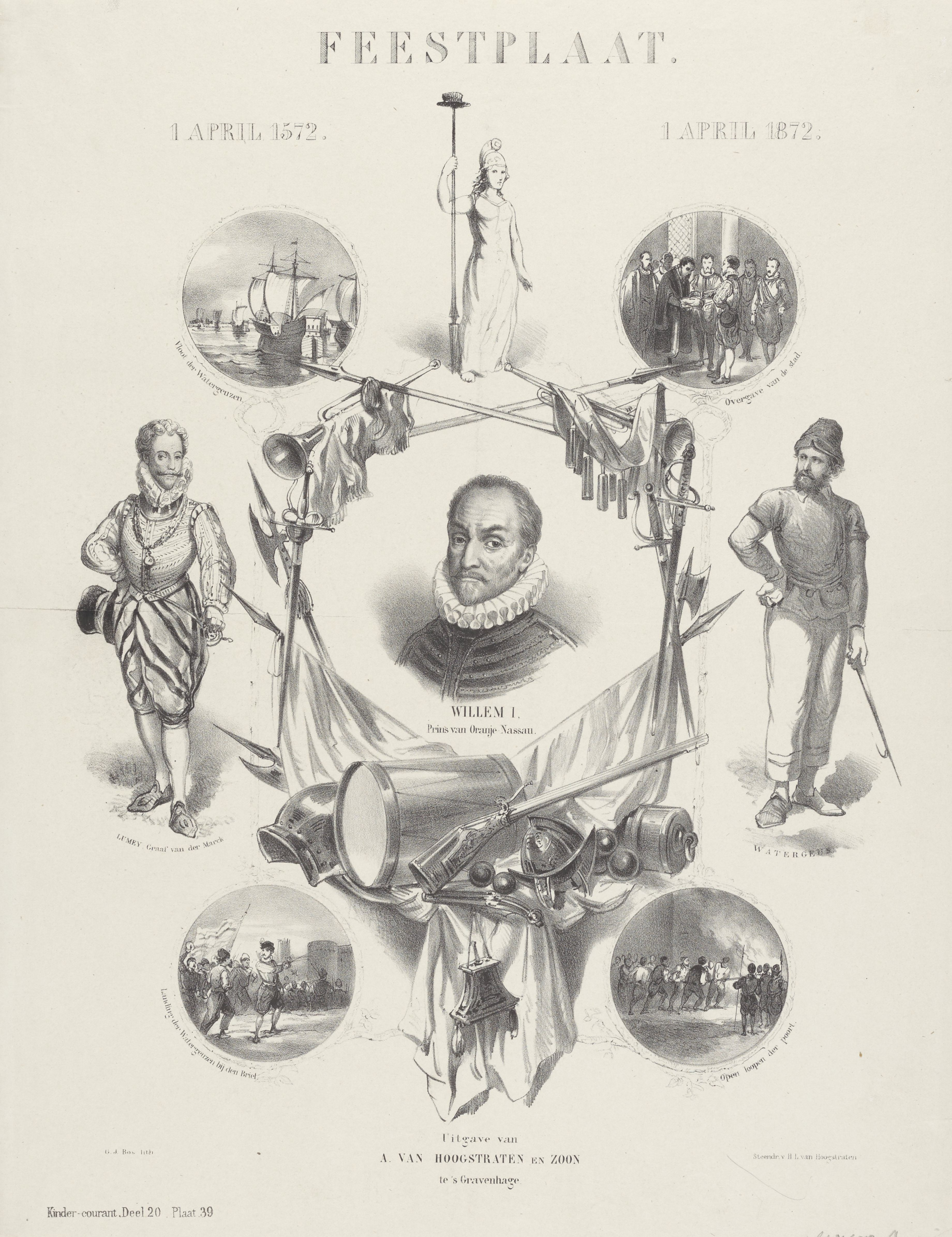
Feestplaat (1872)
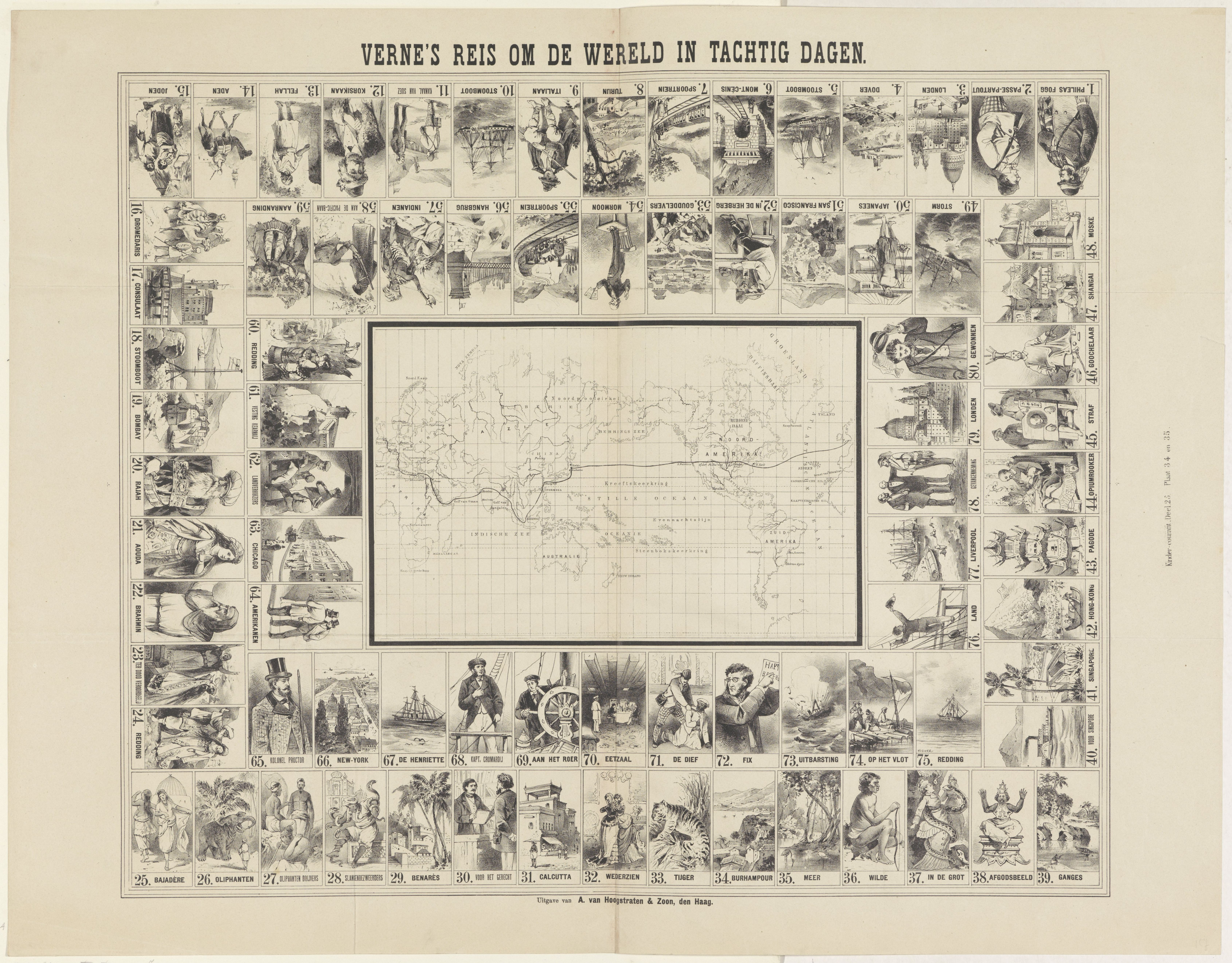
Reis om de wereld in 80 dagen (1876)
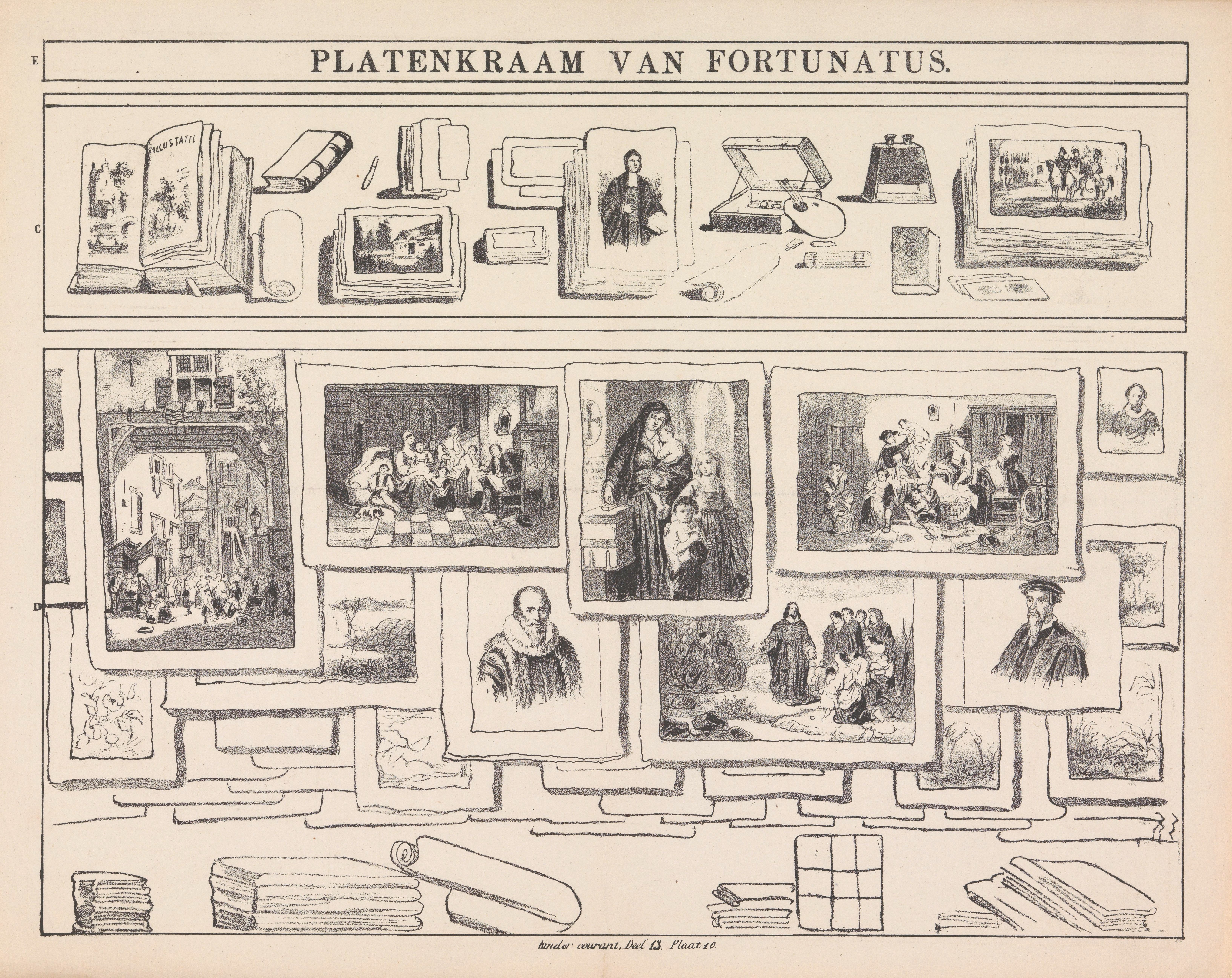
Platenkraam van Fortunatus

## Indische Kinder-courant
Tussen 1893 en 1914 bestond ook De Indische Kinder-Courant, een weekblad voor de Indische Jeugd. Deze werd uitgegeven onder redactie van Aletta Jacobs en Nellie Porreij (pseudoniem van J.M.P. van Kol-Porrey).